# Eumenes multipictus
Eumenes multipictus (лат.) — вид одиночных ос рода Eumenes из семейства Vespidae. Китай.

## Описание
Чёрные осы с желтоватыми отметинами и с тонким длинным стебельком брюшка (петиоль). От близких видов отличается следующими признаками: апикальная ламелла тергита T2 не блестящая, с мелкими и редкими точками на латеральной стороне и вершине; тергит T1 постепенно расширяется от основания к вершине; метасомальный сегмент 1 более чем в 4 раза длиннее апикальной ширины.  Передний край наличника с отчётливой вырезкой.